# 카르피네토로마노
카르피네토로마노(이탈리아어: Carpineto Romano)는 이탈리아 라치오주 로마현에 위치한 코무네이다. 로마로부터 남동쪽 60km 거리에 있다. 교황 레오 13세가 태어난곳 이기도 하다.

## 자매 도시
- 폴란드 바도비체